# Metassamia septemdentata
Metassamia septemdentata is een hooiwagen uit de familie Assamiidae.